# 犬吠森
犬吠森（いぬぼえもり）は、秋田県鹿角市にある山である。

## 概要
標高808.7m。大湯川支流大清水川と安久谷川（いずれも米代川水系）との尾根筋に位置する。

## 伝承
「左多六とシロ」という伝承（マタギ伝説）がある。これが秋田犬の元祖とされ、老犬神社（ろうけんじんじゃ）に祀られている。
昔、ニホンカモシカを追って他郷へ迷いこんだマタギの左多六は、狩猟免許不携帯で捕らえられた。飼い犬のシロは急いで帰宅し、秘伝の巻物をくわえて主人の許へ届けようとしたが間に合わず、主人は処刑されてしまった。帰途、シロはこの犬吠森に至り主人を偲んで遠吠えしたのであった…。

## ギャラリー

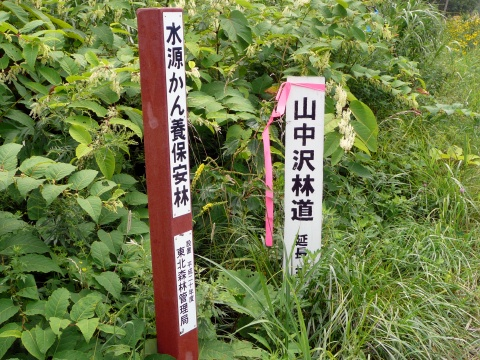
中山沢林道口
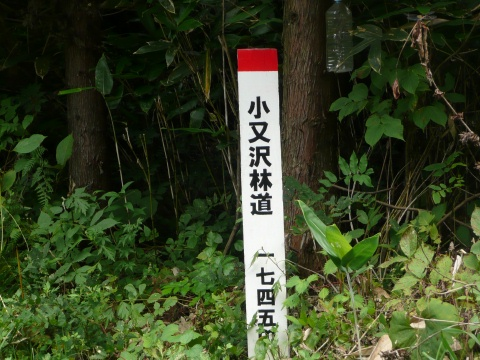
小又沢林道口